# Raión de Krychov
Krychov (en bielorruso: Крычаўскі раён) es un raión o distrito de Bielorrusia, en la provincia (óblast) de Maguilov. 
Comprende una superficie de 777 km².

## Demografía
Según estimación 2010 contaba con una población total de 35133 habitantes.

## Subdivisiones
Comprende la ciudad subdistrital de Krýchov y los siguientes selsoviets:
- Batsvínawka
- Kastsiushkavichy
- Krasnaya Buda
- Labkóvichy
- Maliatsichy